# San Luis (Argentinien)
San Luis (de la Punta) ist eine Stadt in der Region Cuyo in Argentinien und Hauptstadt der Provinz San Luis und deren Departamento Juan Martín de Pueyrredón. Die Stadt liegt am Fuße der Sierras Grandes auf einer Höhe von 762 m am Río Chorrillos und hat 153.322 Einwohner (2001, INDEC). San Luis liegt an der Ruta Nacional 7, die Mendoza (255 km) mit Buenos Aires (791 km) verbindet. Die nächstgelegenen Provinzhauptstädte sind San Juan (323 km) und Córdoba (412 km). Der Flughafen San Luis befindet sich sieben Kilometer vom Zentrum entfernt und verbindet die Stadt mit Buenos Aires.

## Geschichte
Obwohl die offizielle Gründungsakte der Stadt verloren gegangen ist, wird angenommen, dass San Luis am 25. August 1594 unter dem Namen Nueva Medina de Río Seco von Luis Jufré de Loaysa y Meneses gegründet wurde. Da der neue Ort schon bald wieder verlassen wurde, erfolgte 1632 eine Neugründung durch Martín García Óñez de Loyola als San Luis de Loyola Nueva Medina de Río Seco. Später wurde der Ort in San Luis de la Punta de los Venados umbenannt und schließlich in San Luis. Ende des 19. Jahrhunderts hatte die Stadt 7000 Einwohner, die lebhaften Handel trieben.
Weil San Luis an jenem Teil der Sierras Grandes liegt, der Punta de los Venados genannt wird, werden die Einwohner der Stadt allgemein als Puntanos bezeichnet.
Im Jahr 2003 wurde 25 km nördlich der eigentlichen Stadt die Trabantenstadt La Punta mit der Absicht errichtet, die „Stadt des 21. Jahrhunderts“ zu gründen. Diese gegenwärtig etwa 30.000 Einwohner zählende Siedlung beherbergt Sozialwohnungen, eine Universität, einen Technologiepark und das neue Fußballstadion der Stadt.

## Religion
- Bistum San Luis

## Sehenswertes
- Parque de las Naciones
- Catedral. In neoklassischem Stil erbaut, korinthischen Säulen und einem Doppelturm.
- Museo Provincial „Dora Ochoa de Masramón“

## Klima

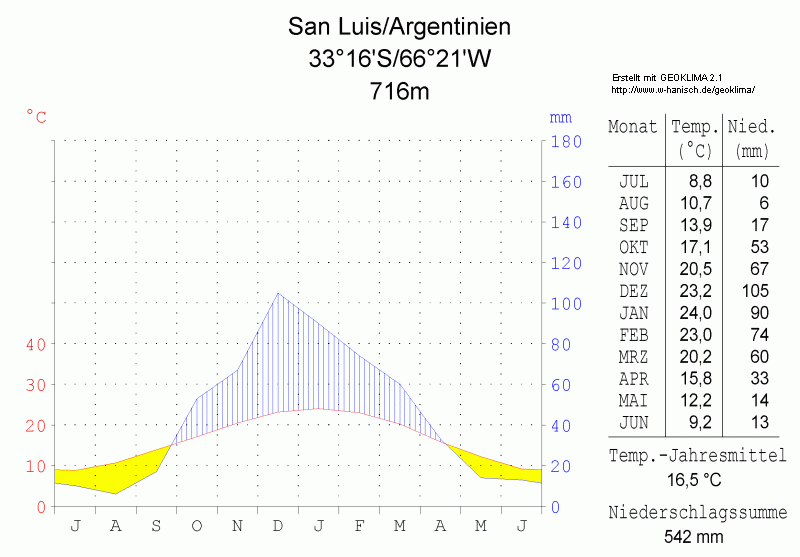
Klimadiagramm von San Luis

San Luis verfügt über ein kontinentales Klima mit einer Jahresdurchschnittstemperatur um 17 °C. Die durchschnittliche jährliche Niederschlagsmenge beträgt 542 Millimeter.

## Bedeutende Ereignisse
Vom 27. September bis 16. Oktober 2005 fand in San Luis die FIDE-Schachweltmeisterschaft mit acht Teilnehmern statt. Sieger wurde Wesselin Topalow.

## Söhne und Töchter der Stadt
- Roberto Marcelo Levingston (1920–2015), Präsident von 1970 bis 1971 (de facto)
- Adolfo Rodríguez Saá (* 1947), Politiker und Präsident für eine Woche im Dezember 2001
- Juan Esposito-Garcia (* 1974), römisch-katholischer Geistlicher und Weihbischof in Washington
- Facundo Quiroga (* 1978), Fußballspieler
- Alfredo Lucero (* 1979), Straßenradrennfahrer
- Sanyo Gutiérrez (* 1984), Padelspieler
- Josué Moyano (* 1989), Radrennfahrer
- Ezequiel Parnisari (* 1990), Fußballspieler
- Guadalupe Besso (* 1998), Schachspielerin